# Viktor Radun Teon
Viktor Radun (Teon) (Skoplje, SFR Jugoslavija, R. Makedonija, 18. novembar 1965)  književnik je, filozof, ekonomista, futurolog i prevodilac. Profesor je na Fakultetu za primenjenu ekologiju pri univerzitetu Metropolitan u Beogradu. Živi u Novom Sadu. Piše poeziju, prozu, eseje i kritike. Bavi se filozofijom i futurologijom (studije budućnosti).

## Biografija
Viktor Radun Teon je rođen 18. novembra 1965. godine u Skoplju, u SFR Jugoslaviji, u Republici Makedoniji. Diplomirao je Ekonomski fakultet pri univerzitetu Kiril i Metodij u Skoplju, na temu nezaposlenosti.
Od 1991. godine živi u Novom Sadu, u Srbiji.
Magistrirao je 2003. godine na Ekonomskom fakultetu u Subotici, na temu Konkurentske inteligencije kao faktora konkurentnosti u međunarodnom poslovanju, a doktorirao 2006. godine na Fakultetu za menadžment u Novom Sadu na temu primene Konkurentske inteligencije (Konkurentski intelidžens, engleski: Competitive Intelligence) kao sistema za upravljanje znanjem u oblasti visokog obrazovanja u Srbiji.
Radi kao profesor na Fakultetu za primenjenu ekologiju "Futura" pri univerzitetu Metropolitan u Beogradu gde predaje više predmeta iz oblasti ekologije, ekonomije i menadžmenta.
Piše poeziju, prozu, eseje i kritike. Objavljuje u književnoj periodici. Bavi se filozofijom, studijama budućnosti i istraživanjem duhovnih učenja Istoka i Zapada.
Preveo sa engleskog jezika 25 knjiga iz oblasti književnosti, ekonomije, menadžmenta i filozofije.
Učestvovao u projektima i brojnim domaćim i međunarodnim konferencijama i napisao veći broj naučnih radova iz oblasti menadžmenta, marketinga, globalne ekonomije.
Poslednjih desetak godina bavi se proučavanjem humanizma, transhumanizma i uticajem novih tehnologija u okviru Četvrte industrijske revolucije (Veštačka inteligencija - VI, nanotehnologija, neurotehnologije, biotehnologije, Internet stvari, Virtuelna realnost, Augmentativna realnost i dr.) na transformaciju ekonomije, ljudskog društva i samog čoveka u budućnosti.
Prevodi sa engleskog i makedonskog na srpski jezik i obrnuto.
Objavio 11 autorskih knjiga, 8 udžbenika, 66 naučnih i stručnih radova i preko 60 eseja, kritika, prikaza i recenzija. Preveo je preko 30 knjiga sa engleskog jezika.
Poezija mu je prevođena na engleski, španski, ruski, rumunski, makedonski, slovenački i bugarski jezik.
Zastupljen u antologiji savremene srpske poezije "Figure u tekstu - gradovi u fokusu" ("Koraci", Kragujevac, 2019) i u antologiji - panorami "Pesnici Novog Sada", prir. Zoran Đerić (Društvo novosadskih književnika, Novi Sad, 2020).
Priredio književnu antologiju "Kuća od kamena i sunca" zajedno sa Raletom Nišavićem (Bistrica, Novi Sad, 2019).
Knjiga "Konkurencija na nišanu" (Hesperia edu: sada Hera edu, Beograd, 2008) je prva knjiga - monografija - o Konkurentskoj inteligenciji (Konkurentski intelidžens, engleski: Competitive Intelligence) u Srbiji i regionu.
Knjiga "Transhumanizam, budućnost bez ljudi" ("Pešić i sinovi", Beograd, 2018) predstavlja prvu integralnu knjigu - monografiju - o transhumanizmu u Srbiji i u regionu. Ova knjiga je ušla u širi izbor za nagradu "NIkola Milošević" za 2018. godinu.
Član je Društva književnika Vojvodine i Udruženja novinara Srbije. Predsednik Nadzornog odbora Sterijinog pozorja. Stručni saradnik Društva za populacionu politiku "Breg". Član Instituta za nauku, alternativu, kulturu i umetnost - INAKU, Skoplje, Makedonija.
Operativni urednik časopisa Brankovina (Valjevo) i urednik IK Neopress Publishing, Beograd.

## Dela
Knjige poezije:
- "Jaje Jednoroga" (2008)
- "Vavilonski vodopadi" (2012)
- "Čudo Feniksa" (2013)
- "Krv i ruža" (2016)
- "Zmija oluje" (2019)
- "Manifest kamena" (2020)

Knjige iz oblasti filozofije, ekonomije i studija budućnosti:
- "Konkurencija na nišanu" (2008)
- "Svetlo u čoveku" (2010, 2017)
- "Hram ekstaze" (2017)
- "Velika zver" (2017)
- "Transhumanizam, budućnost bez ljudi" (2018)

## Spoljašnje veze
- Viktor Radun Teon: Transhumanizam, budućnost bez ljudi
- http://ishrana-buducnosti.com/tim-post/viktor-radun/
- http://balkanin.com/index.php/kultura/item/987-poeziju-pi%C5%A1em-iz-vrenja-sopstvenog-bi%C4%87a.html
- https://www.dotkomsite.com/u-prolazu/intervju-sa-viktorom-radunom-teonom/
- https://www.literaryworkshopkordun.com/latinica/strana/1167/transhumanizam-i-kamen-mudrosti
- https://www.pesicisinovi.co.rs/
- http://vrtovi-vizije.blogspot.com/
- http://www.seecult.org/vest/siri-izbor-za-nagradu-nikola-milosevic
- http://www.pecat.co.rs/2020/05/uvod-u-transhumanizam/